# Никел (Мурманска област)
 Тази статия е за селището.  За метала вижте никел.  
Никел (руски: Никель; на фински: Kolosjoki) е селище от градски тип в Мурманска област, Русия. Разположено е близо до границата с Норвегия, на около 34 km южно от норвежкия град Хиркенес и на около 120 km северозападно от Мурманск. Административен център е на Печенгски район. Към 2023 г. населението му е 9519 души.

## История
Строителството на Никел е започнато през 1935 г., когато тези територии принадлежат на Финландия. Тук те добиват и преработват огромните залежи на никел, които откриват няколко години по-рано. След Зимната война Русия взема контрол над града. През 1945 г. селището получава статут на селище от градски тип. До разпадането на СССР Никел има население от над 21 000 души.

## Население
| 1959   | 1970   | 1979   | 1989   | 2002   | 2009   | 2010   |
| ------ | ------ | ------ | ------ | ------ | ------ | ------ |
| 16 305 | 21 299 | 20 031 | 21 838 | 16 534 | 14 974 | 12 756 |
| 2011   | 2012   | 2013   | 2014   | 2015   | 2016   |        |
| 12 765 | 12 558 | 12 364 | 12 112 | 11 823 | 11 601 |        |

## Икономика
Промишлеността на града е представена главно от „Печенганикел“ – металургично предприятие за обработка на никел. Преработват се, също така, и други цветни метали. Произвеждат се хранителни стоки и строителни материали.

### Транспорт
Никел е крайна станция на жп линията Мурманск – Никел. Най-близкото летище е на 50 km от селището, в Хиркенес, Норвегия. Най-близкото руско летище е в Мурманск, на 200 km.

## Култура
Селището разполага с читалище и 3 библиотеки.

## Побратимени градове
- Хиркенес, Норвегия[4]